# Кульбачук, Вячеслав Владимирович
Вячесла́в Влади́мирович Кульбачу́к (укр. В'ячеслав Володимирович Кульбачук; род. 24 августа 2004 года, Арциз, Одесская область, Украина) — украинский футболист, левый защитник венгерского клуба «Дебрецен».

## Карьера
Футболом начал заниматься в академии «Черноморца» из Одессы. В апреле 2022 года из-за вторжения России на Украину перебрался в венгерский «Гонвед», выступавший в Национальном чемпионате II. Год выступал за вторую команду, в основной состав был переведён в феврале 2024 года, дебютировал 17 марта в домашней игре с «Шорокшаром». 27 февраля 2025 года присоединился к литовскому «Джюгасу», подписав однолетний контракт. Дебютировал 2 марта в гостевом матче против «Жальгириса», выйдя в стартовом составе и отдав пас на гол Лукаса Анкундиноваса. 28 июля перешёл в «Дебрецен» из Национального чемпионата.